# Klosterport
 Der er flere lokaliteter med dette navn, se Klosterporten.
Klosterport i Aarhus er en forbindelsesgade, navngivet i 1913. Gaden ligger mellem Klostergade og Nørre Allé.